# Герреро, Мигель
Мигель Анхель Герреро Мартин (исп. Miguel Ángel Guerrero Martín; род. 12 июля 1990, Борокс, Кастилия-Ла-Манча) — испанский футболист, нападающий клуба «Ивиса».

## Клубная карьера
Герреро — воспитанник клубов «Атлетико Мадрид», «Реал Мадрид», «Хетафе», «Толедо» и «Райо Вальекано». В 2009 году Мигель подписал свой первый профессиональный контракт с клубом «Альбасете». 9 января 2010 года в матче против «Рекреативо» он дебютировал в Сегунде. В 2011 году Герреро перешёл в хихонский Спортинг, где для получения игровой практики выступал в начале за дублирующую команду. Летом 2012 года в матче против «Нумансии» он дебютировал за основной состав. 9 февраля 2013 года в поединке против «Луго» Мигель забил свой первый гол за «Спортинг». По итогам сезона 2014/2015 Герреро стал лучшим бомбардиром команды и помог ей выйти в элиту. 23 августа 2015 года в матче против мадридского «Реала» он дебютировал в Ла Лиге.
Летом 2016 года Герреро перешёл в «Леганес». 22 августа в матче против «Сельты» он дебютировал за новый клуб. 10 декабря в поединке против «Лас-Пальмас» Мигель забил свой первый гол за «Леганес».
Летом 2018 года Герреро на правах свободного агента подписал контракт с греческим «Олимпиакосом». 26 августа в матче против «Левадиакоса» он дебютировал в греческой Суперлиге. 2 сентября в поединке против ПАС Янины Мигель забил свой первый гол за «Олимпиакос». 4 октября в матче Лиги Европы против итальянского «Милана» он отметился забитым мячом.